# Nikolai Nikolajewitsch Lusin

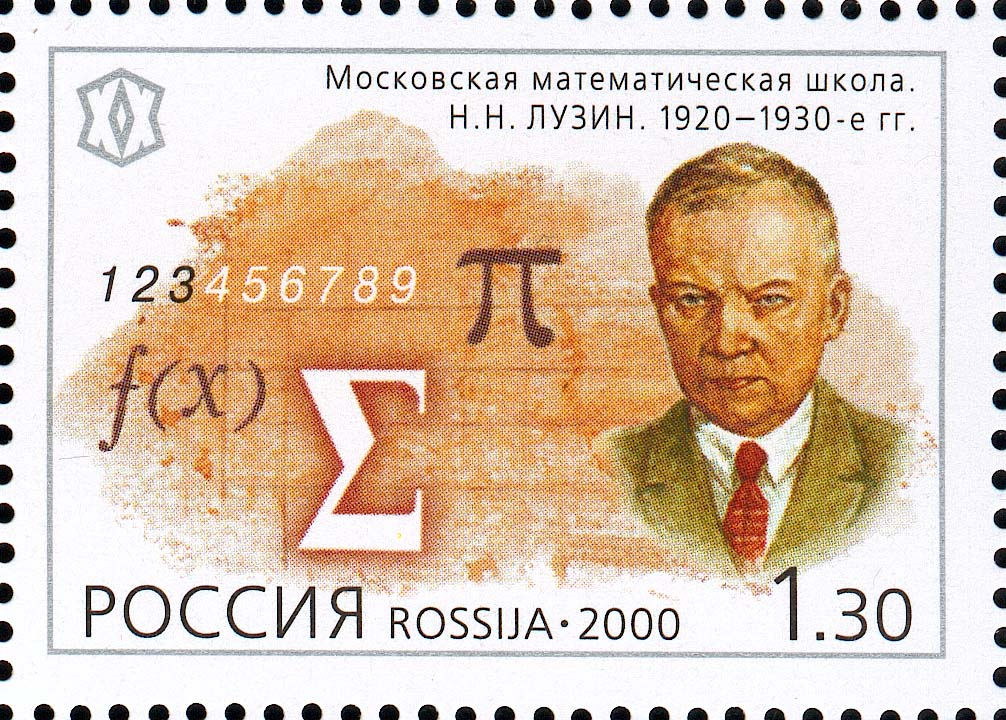
Nikolai Nikolajewitsch Lusin auf einer russischen Briefmarke (2000)

Nikolai Nikolajewitsch Lusin (russisch Николай Николаевич Лузин; * 27. Novemberjul. / 9. Dezember 1883greg. Irkutsk; † 28. Januar 1950, Moskau) war ein sowjetischer/russischer Mathematiker. Er wurde für seine Arbeit in der beschreibenden Mengenlehre und den Aspekten der mathematischen Analysis mit starken Verbindungen zur Topologie berühmt.

## Leben
Lusin war der Sohn eines Beamten und begann sein Mathematikstudium im Jahr 1901 an der Moskauer Universität bei Dmitri Jegorow. 1905/06 (als die Universität in Moskau wegen der Revolution geschlossen war) war er zu einem Studienaufenthalt in Paris, wo er bei Émile Borel hörte und Jacques Hadamard sowie Henri Poincaré traf, was auf seine mathematische Arbeit einen bleibenden Einfluss hatte. 1910 machte er sein Diplom. Von 1910 bis 1914 studierte er mit einem Reisestipendium, das ihm Jegorow verschaffte, drei Jahre in Göttingen, wo er unter Einfluss Edmund Landaus stand, und in Paris. 1912 veröffentlichte er den später als Satz von Lusin benannten Satz. Er kehrte dann nach Moskau zurück, wo er ab 1914 Vorlesungen hielt. Er reichte 1915 die Monographie Integral und trigonometrische Reihe (russisch Интеграл и тригонометрический ряд) als Kandidatenarbeit ein. Auf Empfehlung der Gutachter wurde diese Arbeit als Dissertation (russischer Doktortitel, entsprechend einer Habilitation) angenommen. 1917 wurde er Professor.
Während des russischen Bürgerkriegs verließ Lusin 1918 Moskau und ging an das Polytechnische Institut Iwanowo-Wosnessensk (heute: Staatliche chemisch-technologische Universität Iwanowo). 1922 kehrte er nach Moskau zurück.
In den 1920er Jahren organisierte Lusin ein berühmtes Forschungsseminar an der Moskauer Universität. Unter seinen Doktoranden waren einige der später bekanntesten sowjetischen Mathematiker: Pawel Alexandrow, Nina Bari, Alexander Chintschin, Andrei Kolmogorow, Alexander Kronrod, Michail Lawrentjew, Lasar Ljusternik, Pjotr Nowikow, Ljudmila Keldysch, Lew Schnirelman und Pawel Urysohn. Zu seinen Studenten zählte auch Iwan Priwalow, Dmitri Menschow und Michail Suslin, mit dem er 1917 die Theorie analytischer Mengen und damit einen wichtigen Teil der deskriptiven Mengenlehre begründete. Suslin starb aber schon 1919.
1928 hielt er einen Plenarvortrag auf dem Internationalen Mathematikerkongress in Bologna (Sur les voies de le théorie des ensembles). 1929 wurde er Mitglied der Sowjetischen Akademie der Wissenschaften. Ab 1930 war er am Steklow-Institut der sowjetischen Akademie.

### Affäre Lusin
Von Juli bis August 1936 wurde Lusin in der Prawda in einer Reihe von Artikeln kritisiert.
Lusin wurde vor eine Kommission der Akademie der Wissenschaften der UdSSR zitiert, die ihn als Feind des Volkes verurteilte.
Schon vor den Prawda-Artikeln wurde diese Methode gegen eine Reihe alter Moskauer Professoren angewandt.
Am 21. November 1930 behauptete eine Gruppe der Moskauer Mathematischen Gesellschaft, dass es aktive Konterrevolutionäre unter den Mathematikern gebe. Zu dieser Gruppe zählten auch ehemalige Schüler Lusins wie Ljusternik, Schnirelman, Alexander Gelfond und Lew Pontrjagin. Auf einige wurde direkt verwiesen, wie auf seinen Mentor Jegorow, der bereits verhaftet worden war und 1931 starb.
Betrieben wurde die politische Offensive gegen Lusin nicht nur durch die stalinistischen Behörden, sondern auch von einer Gruppe von Lusins Studenten, angeführt von Pawel Alexandrow. Zu den Vorwürfen gehörte neben Idealismus auch, dass er vornehmlich im Ausland publizierte und gute Kontakte ins Ausland hatte (besonders zu den französischen Mathematikern Borel und Lebesgue) und dass er jüngeren Mathematikern die Ergebnisse stahl. Eine der treibenden Kräfte hinter der Kampagne war der marxistische Philosoph und KP-Funktionär Ernst Kolman, der wahrscheinlich zusammen mit Lew Mechlis auch hinter den anonymen Angriffen auf Lusin in der Prawda stand. Obwohl von der Kommission verurteilt, wurde Lusin weder aus der Akademie ausgeschlossen, noch verhaftet, aber auch nach dem Tode Stalins nicht rehabilitiert. Es gab Spekulationen, warum er nicht wie andere im Gulag verschwand, aber das konnte nie wirklich aufgeklärt werden. Die Anklagepunkte gegen Lusin wurden, wie die Akten des Falls zeigen, vom Kreml abgemildert. Der Fall von Lusin war der Anfang der Jahre von politischen Angriffen auf die Genetik, Relativitätstheorie und andere Teile des freien wissenschaftlichen Denkens.
Im Fall von Kolmogorow und dem mit ihm eng befreundeten Alexandrow standen hinter den Angriffen auf Lusin auch persönliche Motive. Beide emanzipierten sich auf eigenen Gebieten (Kolmogorow in Wahrscheinlichkeitstheorie, Alexandrow in Topologie) von der Lusin-Schule und entzogen sich so dem dominierenden Einfluss Lusins. Wie Kolmogorow in seinem letzten Interview ausführte, kam es zu Spannungen mit Lusin. Lusin hatte genaue Vorstellungen darüber, womit sich seine Schüler zu beschäftigen hätten und stellte ihnen Probleme je nach seiner Einschätzung von deren Fähigkeiten. Alexandrow setzte er vor dem Ersten Weltkrieg auf das Kontinuumsproblem an, das sich viel später als unlösbar herausstellte und beinahe dazu führte, dass sich Alexandrow ganz von der Mathematik abwandte.
1946 kam es noch einmal zu einem Zusammenstoß zwischen Kolmogorow als einem Vertreter der in der Lusin-Affäre siegreichen jüngeren Mathematiker und Lusin. Dieser hatte in den Wahlen zur Akademie der Wissenschaften gegen Pawel Alexandrow gestimmt, weswegen er von Kolmogorow auf dem Flur der Akademie öffentlich geohrfeigt wurde. Kolmogorow verlor darauf vorübergehend alle administrativen Positionen.

## Lusitania
Gelegentlich wird vermutet, dass Lusin der Namensgeber von „Lusitania“, einer losen Gruppierung von jungen Moskauer Mathematikern in der ersten Hälfte der 1920er Jahre, war. Diese übernahmen Lusins mengentheoretischen Ansatz und begannen ihn auf andere Gebiete der Mathematik anzuwenden. Andere Theorien vermuten den Untergang des Passagierschiffes Lusitania als Ursprung des Namens, die ihrerseits nach der Römischen Provinz  Lusitania benannt war.